# ارتفاعات میمک

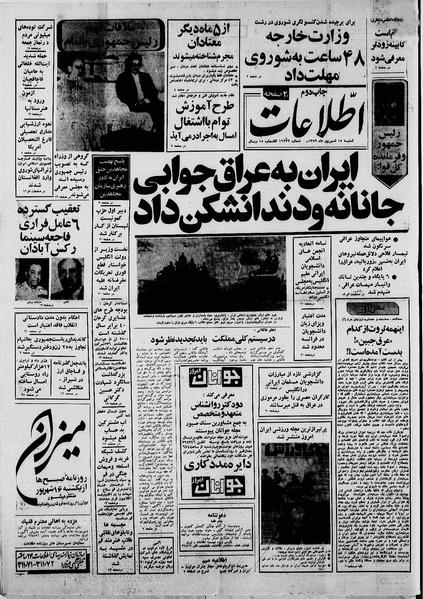
روزنامه اطلاعات ۱۵ شهریور ۱۳۵۹

مِیمَک یا سیف سعد منطقه‌ای کوهستانی در بخش غربی استان ایلام، نقطه صفر مرزی ایران و عراق با ۱۵ کیلومتر درازا و حدود هشت کیلومتر پهنا است. این منطقه مورد مناقشه بین ایران و عراق در جنوب شهر مندلی است. در عهدنامه ۱۹۷۵ الجزایر، ایران موافقت کرد که آن را به همراه زین الکش و سیف ابوعبیده به عراق واگذار کند. عدم واگذاری این مناطق باعث درگیری‌های مرزی در شهریور ۱۳۵۹ و در نهایت جنگ ایران و عراق شد.
میمک، زین الکش و سیف ابوعبیده در حال حاضر تحت کنترل ایران هستند.

## جغرافی

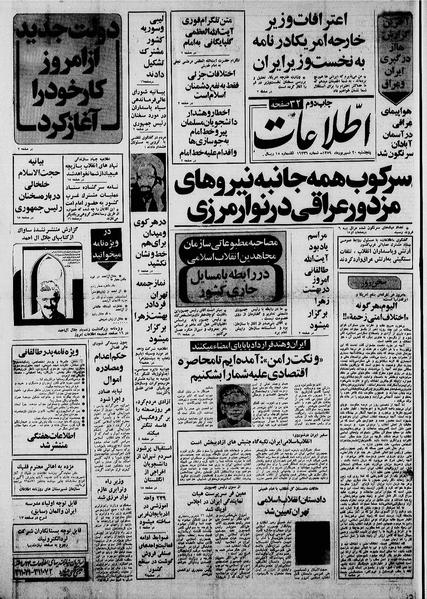
روزنامه اطلاعات ۲۰ شهریور ۱۳۵۹

از کوه میمک تا عمق خاک عراق، دشت وسیعی گسترده‌است. در دامنه‌های رو به عراقِ آن روستاهای نی خزر، هلاله و انجیرگ واقع شده‌اند. از ارتفاعات مهم کوهستان میمک می‌توان به بانی تلخاب؛ گرکنی و فصیل؛ منطقهٔ یال میمک؛ تپهٔ شهدا و شیار نی خزل اشاره کرد. ارتفاعات سه‌تپه، گلم زرد، قلالم و پاسگاه‌های هلاله و کاسه کاف از دیگر نقاط این منطقه هستند.
این منطقه در اختیار ایران بود تا اینکه ادعا می شود که در ۶ مارس ۱۹۷۵، در عهدنامه ۱۹۷۵ الجزایر، ایران موافقت کرده که آن را به همراه زین الکش و سیف ابوعبیده در قبال گرفتن نیمی از اروندرود که قبلاً در دست عراق بوده واگذار کند. در ۱۷ سپتامبر، کمیته تعیین مرزها در اجرای توافقنامه الجزایر تشکیل شد.

## آغاز درگیری‌ها
صدام حسین در سخنرانی خود در اجلاس سران اسلامی رباط در ژانویه ۱۹۸۱ ادعاکرد: در ۴ سپتامبر ۱۹۸۰ (۱۵ شهریور ۵۹) نیروهای ایرانی با استفاده از توپخانه سنگین ۱۷۵ مم آمریکایی شهرهای بی‌دفاع زرباطیه و مندلی و قناقین و میدان نفتخانه را به‌طور وحشیانه ای کوبیده‌اند که باعث خسارتهای مالی و جانی زیادی شده‌است. آنها این عملیات را از زین القدس و میمک و سیف ابوعبیده انجام دادند که طبق قرارداد الجزایر متعلق به عراق هستند و باید به عراق پس داده می‌شدند.
قبل از شروع جنگ ایران و عراق، در ۱۵ شهریور ۱۳۵۹، دولت عراق دولت ایران را تهدید کرد که در صورت عدم پاسخگویی دولت ایران به واگذاری مناطق مزبور، ۱۱۵ مایلی مناطق قصرشیرین را تصرف خواهد کرد چون منطقه میمک از جمله مناطقی است که در قرارداد الجزایر ذکر شده‌است که در خاک عراق قرار دارد..
در ۱۰ سپتامبر ۱۹۸۰ (۱۹ شهریور ۵۹) دولت عراق کنترل منطقه را اعلام کرد. نیروهای عراقی برای بازگرداندن آن به ایران حمله کردند و صدام حسین پایان تعهد خود به توافق الجزایر را اعلام کرد.
از آن پس این منطقه در میان مناطق بخش مندلی که خطرناک‌ترین جبهه جنگی بین دو کشور در آن جنگ بود، شهرت یافت، زیرا فاصله آن تا شهر بعقوبه ۵۰ کیلومتر و تا بغداد تقریباً ۱۵۰ کیلومتر فاصله دارد.
میمک، زین الکش و سیف ابوعبیده در حال حاضر تحت کنترل ایران است.